# Gold (album, Kiss)
Gold je kompilační 2CD skupiny Kiss vydané roku 2005. Jedná se o kompilaci největších hitů z let 1973 až 1982.

## Seznam skladeb

### CD 1
| Pořadí | Název                           | Hlavní zpěvák     | Délka |
| ------ | ------------------------------- | ----------------- | ----- |
| 1.     | Strutter                        | Paul Stanley      |       |
| 2.     | Nothin' to Lose                 | Simmons / Criss   |       |
| 3.     | Firehouse                       | Stanley           |       |
| 4.     | Deuce                           | Gene Simmons      |       |
| 5.     | Black Diamond                   | Peter Criss       |       |
| 6.     | Got to Choose                   | Stanley           |       |
| 7.     | Parasite                        | Simmons           |       |
| 8.     | Hotter Than Hell                | Stanley           |       |
| 9.     | C'mon and Love Me               | Stanley           |       |
| 10.    | She                             | Simmons / Stanley |       |
| 11.    | Anything for My Baby            | Stanley           |       |
| 12.    | Rock Bottom (Live)              | Stanley           |       |
| 13.    | Cold Gin (Live)                 | Simmons           |       |
| 14.    | Rock and Roll All Nite (Live)   | Simmons           |       |
| 15.    | Let Me Go, Rock 'n' Roll (Live) | Simmons           |       |
| 16.    | Detroit Rock City               | Simmons           |       |
| 17.    | King of the Night Time World    | Stanley           |       |
| 18.    | Shout It Out Loud               | Stanley / Simmons |       |
| 19.    | Beth                            | Criss             |       |
| 20.    | Do You Love Me?                 | Stanley           |       |

### CD 2
| Pořadí | Název                     | Hlavní zpěvák | Délka |
| ------ | ------------------------- | ------------- | ----- |
| 1.     | I Want You                | Stanley       |       |
| 2.     | Calling Dr. Love          | Simmons       |       |
| 3.     | Hard Luck Woman           | Criss         |       |
| 4.     | I Stole Your Love         | Stanley       |       |
| 5.     | Love Gun                  | Stanley       |       |
| 6.     | Christine Sixteen         | Simmons       |       |
| 7.     | Shock Me                  | Ace Frehley   |       |
| 8.     | Makin' Love (Live)        | Stanley       |       |
| 9.     | God of Thunder (Live)     | Simmons       |       |
| 10.    | Tonight You Belong to Me  | Stanley       |       |
| 11.    | New York Groove           | Frehley       |       |
| 12.    | Radioactive (Singl Edit)  | Simmons       |       |
| 13.    | Don't You Let Me Down     | Criss         |       |
| 14.    | I Was Made for Lovin' You | Stanley       |       |
| 15.    | Sure Know Something       | Stanley       |       |
| 16.    | Shandi                    | Stanley       |       |
| 17.    | Talk To Me                | Frehley       |       |
| 18.    | A World Without Heroes    | Simmons       |       |
| 19.    | Nowhere to Run            | Stanley       |       |
| 20.    | I'm a Legend Tonight      | Stanley       |       |